# Galianoella
Galianoella là một chi nhện trong họ Gallieniellidae.